# 侵略戦線
『侵略戦線』（しんりゃくせんせん、原題：The Secret Invasion）は、1964年に公開されたアメリカ合衆国の戦争映画。監督はロジャー・コーマン。出演はスチュワート・グレンジャーやラフ・ヴァローネなど。
日本では『侵略戦争』の題が使われることがある。

## キャスト
※括弧内は日本語吹替（初回放送1972年3月5日『日曜洋画劇場』）
- リチャード・メイス少佐：スチュワート・グレンジャー（浦野光）
- ロベルト・ロッカ：ラフ・ヴァローネ（小林清志）- 犯罪計画の名人。
- テレンス・スキャンロー：ミッキー・ルーニー（近石真介）- 爆薬のプロ。
- サイモン・フェル：エド・バーンズ（納谷六朗）- 偽造屋。
- ジョン・ダレル：ヘンリー・シルヴァ（羽佐間道夫）- 暗殺者。
- ジャン・サバル：ウィリアム・キャンベル（仲村秀生）- 変装の名人。
- ミラ：ミア・マッシーニ
- ドイツ軍司令官：ヘルモ・キンダーマン
- カドリ将軍：エンツォ・フィエルモンテ

## スタッフ
- 監督：ロジャー・コーマン
- 製作：ジーン・コーマン
- 脚本：R・ライト・キャンベル
- 撮影：アーサー・E・アーリング
- 音楽：ヒューゴー・フリードホーファー

## 関連作品
- 特攻大作戦 - 本作の3年後に公開された映画。物語のプロットが類似している。